# Bo Levinson
Bo Göran Levinson, född 1 januari 1933 i Halmstad, är en svensk arkitekt.
Levinson, som är son till civilingenjör Gustaf Levinson och Alice Pettersson, avlade studentexamen 1951 och utexaminerades från Chalmers tekniska högskola 1961. Han var anställd hos professor Jan Wallinder i Göteborg 1959–1960, hos arkitekterna Pär Hultberg och Arne Nygård 1960–1962, på AB Vattenbyggnadsbyrån 1960–1964, blev biträdande länsarkitekt i Jönköpings län 1964, länsarkitekt i Kristianstads län 1980 , stadsarkitekt i Klippans kommun. och bedrev slutligen egen konsultverksamhet.